# Vestalis luctuosa
Vestalis luctuosa är en trollsländeart som först beskrevs av Hermann Burmeister 1839.  Vestalis luctuosa ingår i släktet Vestalis och familjen jungfrusländor. IUCN kategoriserar arten globalt som nära hotad. Inga underarter finns listade i Catalogue of Life.

## Bildgalleri

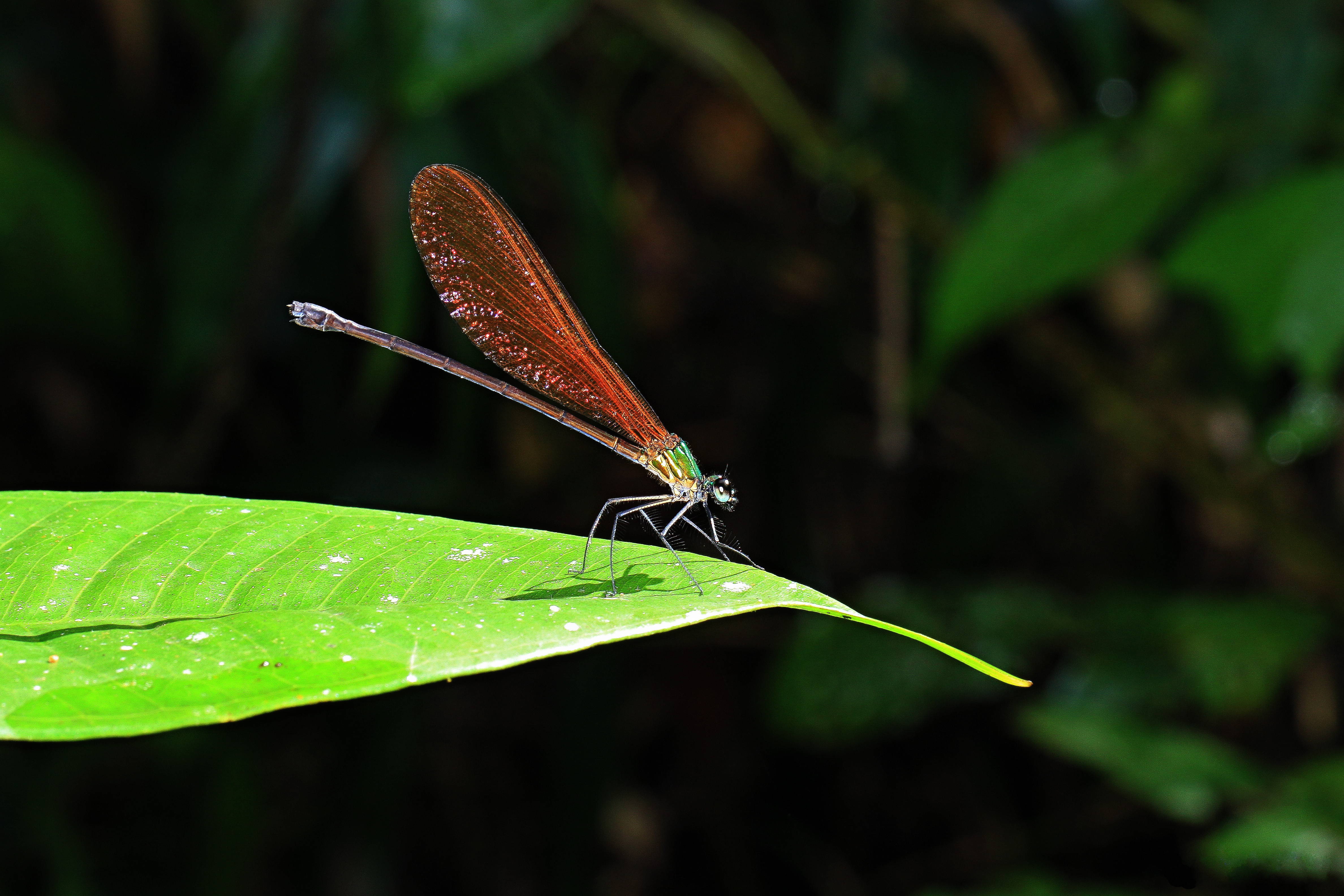
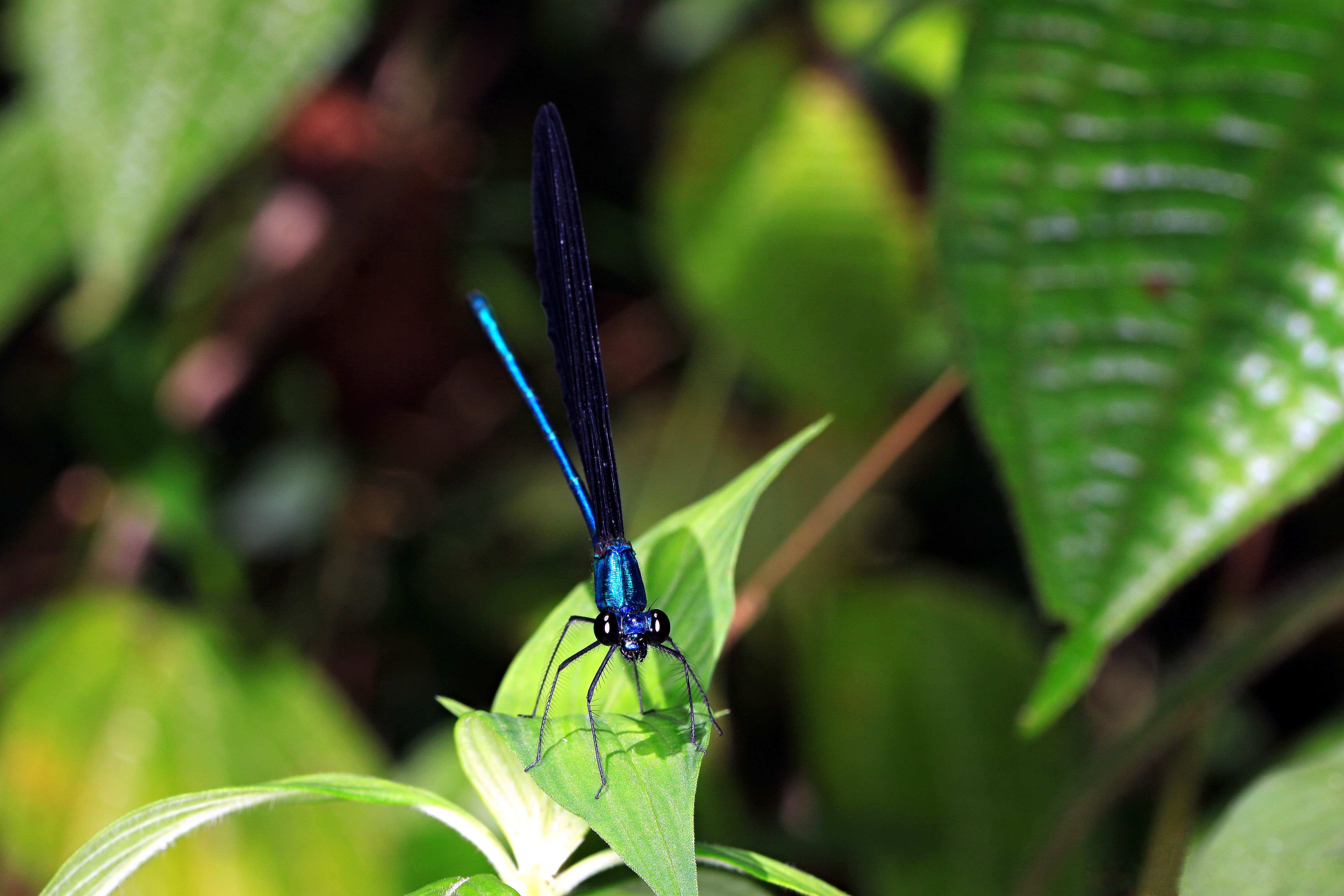